# 渤海油田
渤海油田位於渤海灣盆地，面積58327平方公里。中华人民共和国石油工业部於1967年6月14日首次在渤海發現海一油田。然而，首座投產的油田則為海四油田，於1975年率先試運，成為中國第一座海上油田。1980年5月，中方引進日本和法國的石油公司合作開發渤海油田。1982年建造的埕北-B平台是首個中外合作的海上石油生產平台，另1992年起逐步啟用的錦州20-2凝析氣田為中國第一座投產的海上天然氣田。截至2004年，共開採14座油氣田，當中又以持續開發中的蓬莱19-3油田的規模最大。2010年，渤海油田為該國第三大油田。